# كوجك حسنجيك (أديامان)
كوجك حسنجيك (بالتركية: Küçükhasancık)‏ هي قرية تتبع إداريّاً لمديرية أديامان في محافظة أديامان التركية الواقعة في جنوب شرق الأناضول. وبلغ عدد سكانها 194 نسمة في عام 2021.